# سزاری پازورا
سزاری پازورا (لهستانی: Cezary Andrzej Pazura؛ زادهٔ ۱۳ ژوئن ۱۹۶۲) بازیگر و خواننده اهل لهستان است.
از فیلم‌ها یا برنامه‌های تلویزیونی که وی در آن نقش داشته‌است، می‌توان به کیلر، اسم رمز: لهستان، نیمه سوم، رازداری حرفه‌ای، خویشاوندان سببی،بچه‌ها و ماهی، زیبا و ثروتمند بودن بهتر است، گوش آقای رئیس، خیوکا، سارا، شخص خیلی مهم، پسرها گریه نمی‌کنند، تلخ و شیرین، در اعماق جنگل، حوزه استحفاظی ۱۳، حوزه استحفاظی ۱۳، قسمت دوم، سکسیفای، کورشده از نور، هتل ۵۲، هفته مقدس، سه رنگ: سفید، انگشتری با نشان عقاب تاج‌دار و خوک‌ها اشاره کرد.